# Železná klec racionality
Železná klec racionality (něm.: stahlhartes Gehäuse, angl.: Iron cage) je potenciální nebezpečí z přílišné racionality obsažené v sociálním životě, která může vést k omezení svobody společnosti. Tento termín použil poprvé Max Weber v sociologii při popisování byrokratické organizace společnosti.

## Původ pojmu
Sociologický pojem železná klec racionality byl formulován Maxem Weberem pro popsání zvýšené racionalizace v sociálním životě, obzvláště v západních kapitalistických společnostech. Podle Webera železná klec uvězní jednotlivce v systému založeném čistě na teleologické efektivnosti, racionálním propočtu a rozhodování. Se železnou klecí racionality je spojen proces byrokratizace společnosti a „odkouzlení světa“, kdy se ztrácí tajemné a nepopsatelné jevy a člověku nezbývá nic, v co by mohl věřit.
Původní německý název „stahlhartes Gehäuse“ byl přeložen do angličtiny v roce 1930 Talcottem Parsonsem jako „železná klec”. Přestože se v současnosti běžně používá, někteří odborníci upozorňují na nepřesnost tohoto překladu a upřednostňují pojem „ocelový krunýř“, neboť jej považují za mnohem přesnější. Ocel je na rozdíl od železa dílem člověka a je pevnější a pružnější. Zatímco klec naznačuje uvěznění a spoutání člověka, krunýř symbolizuje proměnu subjektu, resp. vznik nového subjektu, a s ním vznik nového jednání a interakce s okolím.
Weber ve svém díle Protestantská etika a duch kapitalismu popisuje, jak se tvorba kapitalistické společnosti proměnila v železnou klec:
„Puritáni povolání mít chtěli – my už ho mít musíme. Neboť jakmile se přenesla askeze z mnišských cel do občanských zaměstnání a začala ovládat světskou morálku, pomáhala svým podílem budovat ohromný vesmír novodobého ekonomického řádu, technicky a ekonomicky podmíněný mechanizovanou strojovou výrobou, který dnes neodolatelně vnutil životní styl všem, kdo se do jeho zajetí narodili […] Baxter si myslel, že starost o hmotné statky bude na ramenou jeho svatých spočívat jen jako lehký pláštík, který se dá kdykoli odhodit. Sudba však učinila z pláštíku ocelový krunýř. […] Dnes z tohoto ocelového pancíře duch puritánské askeze vyprchal.“

## Modernizace společnosti
Weber konstatuje, že při proměně tradiční společnosti ve společnost moderní dochází u jedinců ke změně chování, které již není určováno vztahem k tradici a náboženství, ale racionálními úvahami a jejich jednání sleduje co největší míru efektivity. Vzhledem ke shromažďování kapitálu, jako průvodnímu jevu modernizace společnosti, začíná být společnost řízena na základě striktních pravidel, nikoli na základě tradic. Aby bylo s kapitálem nakládáno efektivně, vznikla byrokracie, která je podle Webera nejefektivnějším nástrojem organizace společnosti.

## Vliv byrokracie

### Pozitivní vliv
Weber poukazuje na fakt, že systematičnost, preciznost a rychlost byrokracie zvyšuje efektivitu lidské činnosti. Další pozitivní vlastností byrokracie je podle Webera kontinuita, tedy synchronizace úředníků, standardizace a předvídatelnost jejich činnosti.
Každé pracovní místo je udělováno na základě kvalifikace úředníků. Zatímco v tradičních společnostech bývalo vyšší postavení udíleno na základě konexí, v byrokraticky řízené společnosti jej člověk může dosáhnout jedině za předpokladu, že dotyčný respektoval své nadřízené, dodržoval striktní pravidla a prokazoval své schopnosti.
Činnost každého z byrokratů je neustále kontrolována za pomoci písemných procedur. Taková pravidla mají zajistit nestrannost a objektivitu, při byrokratických procesech. Byrokratické zřízení také striktně odlišuje rozhodovací funkci od osobního vlastnictví. Úředník úřad nevlastní, pouze vykonává jeho správu. 

### Negativní vliv
Byrokracie koncentruje moc do rukou nepočetného množství úředníků. Tento stav může vést k oligarchii, kde malá skupina lidí bude ve svých rukou držet veškerou ekonomickou a politickou moc, s níž bude řídit životy ostatních lidí. Větší koncentrace moci může způsobit i konflikt mezi samotnými byrokraty. 
Byrokracie zároveň může vést k ekonomické závislosti byrokratů, neboť úřední činnost je jejich jediný zdroj příjmů, což narušuje efektivitu a racionalitu jejich chování. Naopak přílišná racionalita může u úředníků způsobit přesnější a generalizovaný pohled. Tím hrozí riziko, že úředníci nebudou schopni řešit problémy sami o sobě s jejich individuálními zvláštnostmi.

## Železná klec byrokracie
Byrokracie je podle Webera strukturou, která dobře vykonává organizační činnost, ale v konečném důsledku může poškodit společnost jako takovou, a tím ohrozit i svoji vlastní existenci. Weber ve svých úvahách upozorňuje na vliv, jaký může mít byrokracie na jedince i na společnost. Především poukazuje na postupný proces dehumanizace, který začíná hned s ustanovením byrokracie. Pevná pravidla byrokratického zřízení sjednocují lidské chování na stejnou úroveň, což přináší pro jednotlivce následky v podobě ztráty individuality a osobní svobody. Jednotlivec bude plně pod kontrolou byrokratů a nebude se již moci podílet na chodu společnosti, aniž by se začlenil do byrokratického aparátu. Výměnou za to se musí vzdát svých osobních cílů a plně se podřídit nadřízené autoritě. Dalším negativním důsledkem bude postupná specializace lidské činnosti, která u jedinců odstraní pocit odpovědnosti za své jednání. Takto se ze společnosti postupně stává technicky řízený, odlidštěný celek.
Své myšlenky Weber podtrhuje tvrzením, že jakmile bude byrokracie dokonale ustavena, stane se prakticky nezničitelnou.

## Reflexe
Přestože se v průběhu 20. století pohled na byrokracii měnil, Weberova koncepce je stále relevantní a mnoho sociologů na ni ve své práci odkazuje a Weberovy obavy více či méně sdílí.
Mezi ně patří Karl Mannheim, který se domníval, že byrokracie nahrazuje substancionální racionalitu – stav, kdy člověk jedná na základě svého rozumu, uvědomuje si důsledky svého jednání – funkcionální racionalitou, kdy člověk směřuje své jednání k cílům, které sám neurčuje.
Robert K. Merton ve svém pohledu na byrokracii propojil mikrosociologickou a makrosociologickou perspektivu. Zatímco Weber se domníval, že efektivita a disciplinovanost úředníků se přeloží do efektivity byrokracie jako celku, Merton shledal opak. Podle Mertona efektivita a disciplinovanost (vedoucí k ritualistickému vykonávání úkolů) jednotlivých úředníků vede nutně k neefektivitě byrokracie jako takové.